# Varsity (banda)
Varsity es una banda estadounidense de indie rock originaria de Chicago, Illinois.

## Historia
Varsity lanzó una canción en su página de Bandcamp en 2013 titulada "Turns Out", con un lado B titulado "Downtown". En 2014, la banda lanzó su primer EP titulado Thanks For Nothing. Su primer álbum de estudio homónimo fue publicado en 2015. En 2015, Varsity lanzó una nueva canción titulada "Cult of Personality", con un lado B llamado "So Sad, So Sad". A mediados de 2016, lanzaron el sencillo "Smash", acompañado del lado B "Still Apart". El 27 de abril de 2018, Varsity lanzó su segundo álbum, Parallel Person, bajo el sello Babe City Records.
El 30 de octubre de 2018, la banda anunció su firma con el sello independiente de Boston Run For Cover Records y lanzó dos nuevos sencillos, "The Dogs Only Listen To Him" y "UFO".

## Miembros
Miembros actuales
- Stephanie Smith – voz principal, percusión, piano, teclados, sintetizadores (2013–presente)
- Dylan Weschler – guitarra, coros (2013–presente)
- Patrick Stanton – guitarra (2013–presente)
- Paul Stolz – bajo (2013–presente)
- Jake Stolz – batería, percusión (2015–presente)

Exmiembros
- Spencer Smith – batería, percusión (2013–2015)

## Discografía
Álbumes de estudio
- Varsity (2015; autoeditado, Jurassic Pop)
- Parallel Person (2018; Babe City)
- Fine Forever (2020; Run For Cover)
- Souvenirs (2024; autoeditado)

EPs
- Thanks for Nothing (2014; autoeditado)
- Limited Edition Tour Tape (2016; autoeditado)

Sencillos
- "Turns Out" / "Downtown" (2013; autoeditado)
- "Cult of Personality" / "So Sad, So Sad" (2015; autoeditado)
- "Eye to Eye" / "Kelly" (2016; autoeditado)
- "Smash" / "Still Apart" (2016; autoeditado)
- "The Dogs Only Listen to Him" / "UFO" (2018, Run For Cover)

Compilaciones
- Singles (2016; autoeditado)
- The Basement Takes (2015–2016) (2019, Run For Cover)